# Туркменистан на летних Олимпийских играх 2004
Туркменистан принимал участие в летних Олимпийских играх 2004 года, которые проходили в Афинах (Греция) с 13 по 29 августа, где её представляли 9 спортсменов в шести видах спорта. На церемонии открытия Олимпийских игр флаг Туркменистана нёс боксёр Шохрат Курбанов.
На летних Олимпийских играх 2004 Туркменистан вновь не сумел завоевать свою первую олимпийскую медаль. Для Игоря Пирекеева эта Олимпиада стала третьей в карьере.

## Состав и результаты

### Бокс
Мужчины
| Соревнование | Спортсмены       | 1/16 финала            | 1/8 финала           | Четвертьфинал        | Полуфинал            | Финал                | Место |
| Соревнование | Спортсмены       | Соперник Результат     | Соперник Результат   | Соперник Результат   | Соперник Результат   | Соперник Результат   | Место |
| ------------ | ---------------- | ---------------------- | -------------------- | -------------------- | -------------------- | -------------------- | ----- |
| до 69 кг     | Алиаскер Баширов | LTUР. Ясявичус В 54:21 | KAZБ. Артаев П 23:33 | Завершил выступление | Завершил выступление | Завершил выступление | 9     |
| до 81 кг     | Шохрат Курбанов  | EGYА. Исмаил П 22:44   | Завершил выступление | Завершил выступление | Завершил выступление | Завершил выступление | 17    |

### Дзюдо
Женщины
| Соревнование | Спортсмены     | 1/16 финала            | 1/8 финала            | Четвертьфинал         | Полуфинал             | Финал                 | Место |
| Соревнование | Спортсмены     | Соперник Результат     | Соперник Результат    | Соперник Результат    | Соперник Результат    | Соперник Результат    | Место |
| ------------ | -------------- | ---------------------- | --------------------- | --------------------- | --------------------- | --------------------- | ----- |
| до 70 кг     | Насиба Салаева | GBRК. Хоуи П 0000:1011 | Завершила выступление | Завершила выступление | Завершила выступление | Завершила выступление | —     |

### Лёгкая атлетика
Мужчины
Беговые виды
| Соревнование | Спортсмены    | Отборочный раунд | Отборочный раунд | Отборочный раунд | Полуфинал            | Полуфинал            | Полуфинал            | Финал                | Финал                |
| Соревнование | Спортсмены    | Забег            | Результат        | Место            | Забег                | Результат            | Место                | Результат            | Место                |
| ------------ | ------------- | ---------------- | ---------------- | ---------------- | -------------------- | -------------------- | -------------------- | -------------------- | -------------------- |
| 800 метров   | Назар Беглиев | 1                | 1:49,64          | 6                | Завершил выступление | Завершил выступление | Завершил выступление | Завершил выступление | Завершил выступление |

Женщины
Технические виды
| Соревнование   | Спортсмены       | Квалификация | Квалификация | Финал                 | Финал                 |
| Соревнование   | Спортсмены       | Результат    | Место        | Результат             | Место                 |
| -------------- | ---------------- | ------------ | ------------ | --------------------- | --------------------- |
| Прыжки в длину | Светлана Песцова | 5,64         | 32           | Завершила выступление | Завершила выступление |

### Плавание
Мужчины
| Соревнование             | Спортсмены          | Отборочный раунд | Отборочный раунд | Отборочный раунд | Полуфинал            | Полуфинал            | Полуфинал            | Финал                | Финал                | Итоговое место |
| Соревнование             | Спортсмены          | Заплыв           | Результат        | Место            | Заплыв               | Результат            | Место                | Результат            | Место                | Итоговое место |
| ------------------------ | ------------------- | ---------------- | ---------------- | ---------------- | -------------------- | -------------------- | -------------------- | -------------------- | -------------------- | -------------- |
| 50 метров вольным стилем | Хоямамед Хоямамедов | 2                | 27,68            | 2                | Завершил выступление | Завершил выступление | Завершил выступление | Завершил выступление | Завершил выступление | 72             |

Женщины
| Соревнование        | Спортсмены    | Отборочный раунд | Отборочный раунд | Отборочный раунд | Полуфинал             | Полуфинал             | Полуфинал             | Финал                 | Финал                 | Итоговое место |
| Соревнование        | Спортсмены    | Заплыв           | Результат        | Место            | Заплыв                | Результат             | Место                 | Результат             | Место                 | Итоговое место |
| ------------------- | ------------- | ---------------- | ---------------- | ---------------- | --------------------- | --------------------- | --------------------- | --------------------- | --------------------- | -------------- |
| 100 метров на спине | Елена Ройкова | 1                | 1:15,48          | 3                | Завершила выступление | Завершила выступление | Завершила выступление | Завершила выступление | Завершила выступление | 42             |

### Стрельба
Мужчины
| Соревнование                       | Спортсмены     | Квалификация | Квалификация | Финал                | Финал                | Итоговое место |
| Соревнование                       | Спортсмены     | Очки         | Место        | Очки                 | Место                | Итоговое место |
| ---------------------------------- | -------------- | ------------ | ------------ | -------------------- | -------------------- | -------------- |
| Винтовка лёжа, 50 метров           | Игорь Пирекеев | 594          | 9            | Завершил выступление | Завершил выступление | 9              |
| Винтовка с трёх позиций, 50 метров | Игорь Пирекеев | 1156         | 55           | Завершил выступление | Завершил выступление | 55             |

### Тяжёлая атлетика
Мужчины
| Соревнование | Спортсмены        | Рывок     | Рывок | Толчок    | Толчок | Всего | Место |
| Соревнование | Спортсмены        | Результат | Место | Результат | Место  | Всего | Место |
| ------------ | ----------------- | --------- | ----- | --------- | ------ | ----- | ----- |
| до 62 кг     | Умурбек Базарбаев | 130       | 9     | 157,5     | 10     | 287,5 | 7     |